# Jang Hyun-seung
Đây là một tên người Triều Tiên, họ là Jang.
Jang Hyun-seung (tiếng Hàn: 장현승; Hanja: 張賢勝 Hán Việt: Trương Hiền Thắng; sinh ngày 3 tháng 9 năm 1989), còn được gọi là JS, là một ca sĩ và vũ công người Hàn Quốc, cựu thành viên của ban nhạc BEAST. Cuối năm 2011, đầu năm 2012, anh cùng với nữ ca sĩ HyunA của 4Minute gây chú ý sau khi kết hợp trong dự án Trouble Maker. Tuy nhiên, trước khi có được những thành công như thế, Jang Hyunseung đã từng bị loại trong cuộc thi tuyển chọn thành viên chính thức cho ban nhạc Big Bang. Vào năm 2015, Hyunseung đã ra mắt với tư cách là nghệ sĩ solo với album MY. Ngày 19 tháng 4 năm 2016, Jang Hyunseung chính thức rời BEAST, nhưng vẫn trực thuộc hãng đĩa Cube Entertainment với tư cách là ca sĩ solo. Anh từng là đạo diễn hình ảnh cho nhóm nhạc dự án IZ*ONE. Năm 2021, Hyunseung rời Cube Entertainment và gia nhập Mine Field năm 2022, đổi nghệ danh thành ABLE.

## Gia đình và Xuất thân
Hyunseung lớn lên ở Seoul, Hàn Quốc. Anh có em gái tên là Jang Geu-rim. Cha anh qua đời năm 2012 do một cơn đau tim đột ngột.
Năm 2010, Hyunseung theo học tại Đại học Dongshin với học bổng toàn phần cùng với 4 thành viên khác của BEAST. Anh đang theo học chuyên ngành Âm nhạc ứng dụng. Năm 2019, bằng đại học của anh đã bị Bộ Giáo dục thu hồi sau cuộc điều tra về sự đối xử đặc biệt của các trường đại học đối với người nổi tiếng.

## Sự nghiệp

### Pre-debut
Năm 2004, ở tuổi 15, Hyunseung tham gia buổi thử giọng cho YG Entertainment. Anh bị loại ở vòng hai, nhưng sau đó đã đến gặp CEO Yang Hyun-suk vì thất vọng vì bị loại và được nhận làm thực tập sinh.
Trong một năm bốn tháng, Hyunseung là thực tập sinh của nhóm nhạc nam BigBang. Trong thời gian này, anh ấy sử dụng nghệ danh "So-1", một từ đồng âm với từ tiếng Hàn có nghĩa là điều ước. Anh lần đầu tiên thu hút được sự chú ý của giới truyền thông khi xuất hiện trong bộ phim "Phim tài liệu Big Bang" trước khi ra mắt của nhóm cùng với các thành viên G-Dragon, T.O.P, Taeyang, Daesung và Seungri. Anh xuất hiện ở 10 trên 11 tập nhưng bị loại khỏi nhóm ở vòng loại cuối cùng với Seungri. Yang Hyun-suk cho rằng vào thời điểm đó, khả năng biểu cảm và khả năng hiện diện trên sân khấu của Hyunseung còn kém phát triển. Thành viên của Beast, Yoon Doo-joon quyết định trở thành ca sĩ sau khi xem bộ phim tài liệu BigBang có Hyunseung. Hyunseung cho rằng những trải nghiệm ở YG rất quan trọng đối với sự phát triển của anh với tư cách là một nghệ sĩ.
Hyunseung sau đó đã gặp Yang Yo-seob khi họ đang làm vũ công cho một nhóm biểu diễn. Yoseob thuyết phục Hyunseung gia nhập Cube Entertainment, dẫn đến việc anh ra mắt cùng Beast.

### BEAST
Bài chi tiết: Beast (ban nhạc Hàn Quốc)
Nhóm đã phát hành 3 album tiếng Hàn, 9 album và nhiều đĩa đơn khác nhau. Vào tháng 12 năm 2010, Hyunseung hợp tác với thành viên Lee Gi-kwang trong một nhóm nhỏ để viết và sáng tác một ca khúc R&B trong album kỹ thuật số của nhóm, My Story.

### Hoạt động cá nhân
Vào ngày 7 tháng 5 năm 2015, Hyunseung phát hành album solo đầu tay của mình, MY. Không giống như các bài hát của Beast, album của Hyunseung thu hút nhiều hơn từ văn hóa hip-hop và văn hóa đại chúng, chẳng hạn như ca khúc chủ đề "Ma First" hợp tác với Giriboy và "Break Up With Him" hợp tác với Dok2.

### Trouble Maker
Bài chi tiết: Trouble Maker
Vào tháng 12 năm 2011, Hyunseung thành lập một nhóm nhỏ với Hyuna của 4Minute có tên là Trouble Maker. Trouble Maker ra mắt với đĩa đơn chính cùng tên và album mở rộng, Trouble Maker. Vào ngày 28 tháng 10 năm 2013, nhóm phát hành album thứ 2, Chemistry.

### Sự nghiệp âm nhạc
Hyunseung xuất hiện lần đầu trong vở nhạc kịch Mozart!. Anh đóng vai chính từ cuối tháng 7 năm 2012 đến đầu tháng 8 năm 2012 tại Trung tâm Sejong
Vào tháng 4 năm 2014, Hyunseung được chọn tham gia vở nhạc kịch Bonnie & Clyde. Anh ấy đã biểu diễn với tư cách là nhân vật chính, Clyde, từ ngày 15 tháng 4 đến ngày 29 tháng 6 năm 2014 tại Trung tâm nghệ thuật BBC cùng với các nghệ sĩ khác, bao gồm Key của SHINee, Park Hyung Sik của ZE:A, Kahi và Oh So Yeon.
Vào tháng 4 năm 2016, Hyunseung được đề cử và giành giải "Nam nghệ sĩ xuất sắc nhất (Hàn Quốc)" tại Giải thưởng âm nhạc V-Chart thường niên lần thứ 4 ở Trung Quốc.

### Rời nhóm
Ngày 19 tháng 4 năm 2016, Cube Entertainment thông báo anh chính thức rời Beast để tiếp tục hoạt động solo.
Vào ngày 29 tháng 7 năm 2016, Cube Entertainment thông báo rằng Hyunseung sẽ tham gia chương trình thi nhảy Hit The Stage, đây là lần đầu tiên anh xuất hiện trên truyền hình kể từ khi rời Beast.
Vào ngày 13 tháng 12 năm 2016, có thông tin xác nhận rằng Hyunseung đã gia hạn hợp đồng độc quyền với Cube Entertainment.
Vào ngày 12 tháng 6 năm 2018, Hyunseung đã được xác nhận sẽ nhập ngũ vào ngày 24 tháng 7 với tư cách là quân nhân tại ngũ. Anh xuất ngũ vào ngày 13 tháng 3 năm 2020.
Vào tháng 12 năm 2020, Hyunseung dự kiến sẽ phát hành một bài hát kỹ thuật số, có tựa đề "I Just Can't Stop Loving You". Đây là hoạt động đầu tiên của anh sau khi xuất ngũ vào tháng 3. Vào ngày 17 tháng 12 năm 2020, bài hát được phát hành trên các bảng xếp hạng kỹ thuật số và YouTube với tên gọi "I Just Can't Stop Loving You (tên tiếng Hàn: 차가운 너의 손을 따스히 감싸주고 싶어).
Vào ngày 3 tháng 8 năm 2021, hợp đồng độc quyền của Hyunseung với Cube Entertainment đã hết hạn.

### Mine Field
Kể từ tháng 9 năm 2022, Hyunseung đã ký hợp đồng với hãng Mine Field, đổi nghệ danh thành 'ABLE'. Anh tiếp tục ra mắt single "Feeling" vào năm 2022. Năm 2023, Hyunseung phát hành album "Unparadise".

## Danh sách đĩa nhạc

### Tác phẩm
| Năm                                                                                    | Thông tin album | Vị trí cao nhất | Doanh số |
| Năm                                                                                    | Thông tin album | Hàn             | Doanh số |
| -------------------------------------------------------------------------------------- | --- | --------------- | -------- |
| 2011                                                                                   | Trouble Maker - Hợp tác với: HyunA - Phát hành: 1 tháng 12 năm 2011 - Hãng đĩa: Cube Entertainment - Định dạng: CD, Tải nhạc xuống | 2               | 36,000+  |
| 2013                                                                                   | Chemistry - Hợp tác với: HyunA - Phát hành: 28 tháng 10 năm 2013 - Hãng đĩa: Cube Entertainment - Định dạng: CD, Tải nhạc xuống    | 2               | 30,934   |
| 2015                                                                                   | MY - Phát hành: 18 tháng 5 năm 2015 - EP - Hãng đĩa: Cube Entertainment - Định dạng: CD, Tải nhạc xuống                            | 3               | 21,925+  |
| 2017                                                                                   | Home - Phát hành: Năm 2017 - Single - Hãng đĩa: Cube Entertainment - Định dạng: Tải nhạc xuống                                     |                 |          |
| 2020                                                                                   | I Just Can't Stop Loving You - Phát hành: Năm 2020 - Single - Hãng đĩa: Cube Entertainment - Định dạng: Tải nhạc xuống             |                 |          |
| 2022                                                                                   | Feeling - Phát hành: Năm 2022 - Single - Hãng đĩa: Mine Field - Định dạng: Tải nhạc xuống                                          |                 |          |
| 2023                                                                                   | Unparadise - Phát hành: Năm 2023 - EP - Hãng đĩa: Mine Field - Định dạng: Tải nhạc xuống                                           |                 |          |
| "—" biểu thị phát hành không nằm trong bảng xếp hạng hoặc không phát hành tại vùng đó. | |                 |          |

### Hát đệm & OST
| Năm  | Ngày  | Tiêu đề                              | Ca sĩ                                      | Album                          |
| ---- | ----- | ------------------------------------ | ------------------------------------------ | ------------------------------ |
| 2011 | 05.09 | “Loving U”                           | Yoon Doo Joon, Jang Hyunseung, Yang Yoseob | 몽땅 내 사랑 (All My Love) OST |
| 2012 | 07.03 | “나는 나는 음악” (“I Am, I’m Music”) | Jang Hyunseung cho nhạc kịch Mozart!       | -                              |
| 2013 | 01.03 | “일년전에” (“One Year Ago”)          | Jang Hyunseung, Jung Eun Ji, và Kim Namjoo | ‘A CUBE’ FOR SEASON #WHITE     |

## Phim đã đóng
| Năm  | Tiêu đề              | Thể loại                | Vai trò   |
| ---- | -------------------- | ----------------------- | --------- |
| 2009 | MTV B2ST             | TV Documentary (MTV)    | Chính anh |
| 2010 | MTV Beast Almighty   | TV Show (MTV)           | Chính anh |
| 2010 | Idol Maid            | TV Show (MBC)           | Chính anh |
| 2010 | SHIN PD Variety Show | TV Show (SBS)           | Chính anh |
| 2011 | Exciting Cube TV     | TV Show (MNET Nhật Bản) | Chính anh |
| 2012 | Win Win              | TV Show (KBS2)          | Chính anh |
| 2012 | Invincible Youth 2   | TV Show (KBS2 HD)       | Chính anh |
| 2014 | Burning The Beast    | TV Variety Show (MBC)   | Chính anh |

## Giải thưởng
| Năm  | Giải thưởng                  | Thể loại                                | Đề cử           | Kết quả   |
| ---- | ---------------------------- | --------------------------------------- | --------------- | --------- |
| 2012 | Mnet 20's Choice Awards      | Ngôi sao trình diễn nóng bỏng với HyunA | "Trouble Maker" | Đoạt giải |
| 2012 | 14th Mnet Asian Music Awards | Trình diễn phối hợp xuất sắc với HyunA  | "Trouble Maker" | Đoạt giải |
| 2012 | 4th Melon Music Awards       | Ca khúc của năm                         | "Trouble Maker" | Đề cử     |
| 2012 | 4th Melon Music Awards       | Nghệ sĩ toàn cầu xuất sắc               | "Trouble Maker" | Đề cử     |
| 2012 | 4th Melon Music Awards       | Music Video xuất sắc                    | "Trouble Maker" | Đề cử     |
| 2012 | 4th Melon Music Awards       | Bài hát xu hướng                        | "Trouble Maker" | Đoạt giải |
| 2013 | Golden Disk Awards           | Giải nhạc kỹ thuật số                   | "Trouble Maker" | Đề cử     |
| 2013 | Golden Disk Awards           | Giải MSN quốc tế                        | "Trouble Maker" | Đề cử     |
| 2013 | Golden Disk Awards           | Vũ đạo trình diễn xuất sắc              | "Trouble Maker" | Đoạt giải |

## Giải thưởng âm nhạc

### M! Countdown
| Năm  | Ngày        | Bài hát                     |
| ---- | ----------- | --------------------------- |
| 2011 | 15 tháng 12 | Trouble Maker "(với HyunA)" |
| 2011 | 22 tháng 12 | Trouble Maker "(với HyunA)" |
| 2011 | 29 tháng 12 | Trouble Maker "(với HyunA)" |
| 2013 | 7 tháng 11  | "Now" "(với HyunA)"         |

### Music on Top
| Năm  | Ngày      | Bài hát                     |
| ---- | --------- | --------------------------- |
| 2012 | 5 tháng 1 | Trouble Maker "(với HyunA)" |

### Inkigayo
| Năm  | Ngày        | Bài hát                     |
| ---- | ----------- | --------------------------- |
| 2012 | 8 tháng 1   | Trouble Maker "(với HyunA)" |
| 2013 | 10 tháng 11 | "Now" "(với HyunA)"         |

### Show Champion
| Năm  | Ngày       | Bài hát             |
| ---- | ---------- | ------------------- |
| 2013 | 6 tháng 11 | "Now" "(với HyunA)" |